# Shigeyo Nakachi
Shigeyo Nakachi (en japonais : 中地シゲヨ ; 1er février 1905 - 11 janvier 2021) était une professeure et supercentenaire japonais, qui a vécu jusqu'à 115 ans et 345 jours.
Jusqu'à sa mort, elle était la deuxième personne la plus âgée au Japon, après Kane Tanaka, 119 ans, et la cinquième personne la plus âgée au monde. Parmi les personnes de nationalité japonaise ayant la plus grande longévité dont l'âge a été validé, Shigeyo Nakachi se classe au huitième rang, derrière Jirōemon Kimura, 116 ans. Il est classé 32e dans la liste des personnes ayant vécu le plus longtemps de tous les temps, parmi celles documentées avec certitude.

## Biographie
Shigeyo Nakachi, le deuxième de cinq enfants, est né le 1er février 1905 dans la ville japonaise de Saga, capitale de la préfecture du même nom, située sur l'île de Kyūshū, où l'homme de 119 ans Kane Tanaka, né dans la ville voisine, vit également à Fukuoka (préfecture de Fukuoka). Elle est la deuxième d'une famille de cinq enfants.
Elle est entrée au « Saga Girls' High School » à l'âge de 12 ans. Après avoir terminé ses études dans cette institution, elle a commencé à enseigner en 1923 dans une école primaire à l'âge de 17 ans, continuant à le faire pendant les trois décennies suivantes. Elle épouse Goro Nakachi entre 1928 et 1932. Le couple a au moins deux fils, prénommés Kenzo et Goro. Après la fin de la Seconde Guerre mondiale, elle commence à enseigner dans une école primaire dédiée aux personnes revenant de Mandchourie. Elle a ensuite obtenu un diplôme officiel, ce qui lui a permis de poursuivre son activité d'enseignante.  Elle devient ainsi institutrice de maternelle à l'âge de 46 ans. Son mari décède en 1961. Elle prend sa retraite d'institutrice de maternelle en 1967 à l'âge de 62 ans.
Shigeyo Nakachi souffre d'un cancer du sein à l'âge de 80 ans et subit une opération chirurgicale pour l'ablation d'un sein. Après sa retraite, elle a voyagé à travers le Japon avec ses anciens élèves et ses amis amateurs de cérémonie du thé jusqu'à l'âge de 92 ans. Elle est tombée dans le bus à l'âge de 92 ans et s'est cassé le fémur. Elle s'est ensuite cassé le fémur opposé à l'âge de 93 ans et autour des fesses à l'âge de 101 ans, mais jusqu'à l'âge de 106 ans, elle a vécu avec sa famille à la maison. À l'âge de 108 ans, elle pouvait marcher sans aide. Shigeyo Nakachi aimait danser avec les mains. Elle était presque complètement sourde. En décembre 2018, elle s'est remise d'une crise de pneumonie par aspiration qui l'a laissée alitée et a nécessité un tube respiratoire pendant plusieurs jours.
Depuis 2011, elle est la personne la plus âgée de Saga, tandis qu'en 2016, après la mort de Nugi Ikeda, 112 ans, elle est devenue la personne la plus âgée de la préfecture. En 2018, il avait encore un petit-enfant, quatre arrière-petits-enfants et un arrière-arrière-petit-enfant. Depuis septembre 2019, après le décès de Shin Matsushita, 115 ans, résidente de la préfecture de Miyagi, elle est devenue la deuxième personne la plus âgée du Japon.
Le 1er février 2020, Shigeyo Nakachi a célébré son 115e anniversaire ; elle était encore lucide et assez active, mais presque complètement sourde. Elle est décédée le 11 janvier 2021, à l'âge de 115 ans et 345 jours.